# Danielle Petit
Danielle Petit, née Renée Contini le 29 avril 1925 à Morhange (Moselle) et morte le 13 décembre 1997 à Chaumont (Haute-Marne) est une peintre d’art naïf.
Elle peint à Chaumont, expose à Paris, en province et à l’étranger (Rio de Janeiro, Londres, Tokyo, Bruxelles, Amsterdam, Morges, Baden-Baden).
Nombre de ses œuvres sont reproduites dans les ouvrages consacrés à l'art naïf et font partie des collections de musées français.

## Biographie
Ses parents sont originaires de Torcenay,, elle passe son enfance à Morhange et en Allemagne où son père est en garnison, puis vient habiter Chaumont en 1929 où elle fréquente l’école publique jusqu’à l’âge de 14 ans, puis le pensionnat privé à Langres jusqu’à 18 ans.
Elle apprend la sténodactylographie avant d’être secrétaire pendant la Seconde Guerre mondiale à la préfecture de Haute-Marne. Arrêtée par les Allemands sous l'Occupation pour falsification de pièces d’identité, elle contracte la tuberculose à la suite de mauvaises conditions d'internement ce qui la contraint à plusieurs cures en sanatorium après sa libération.
Elle épouse Robert Petit, instituteur et professeur d’État de karaté en 1950. Elle travaille de 1952 à 1963 comme secrétaire au Génie militaire de Chaumont. Répondant à une note invitant le personnel à participer au Salon de l’armée au Ministère à Paris, elle réalise en 1956 sa première œuvre (gouache) La Bataille de Fontenoy qui lui vaut le premier prix.
En 1968, après une nouvelle rechute de tuberculose et un nouveau séjour en sanatorium, elle obtient une pension pour invalidité à titre définitif.
Fragilisée par sa maladie, elle ne quitte guère sa maison et se consacre entièrement à sa peinture à Chaumont où elle vit avec son mari et ses chiens en 1967 jusqu'à sa mort en décembre 1997. Sa dernière œuvre est Le Cirque de Moscou qu'elle mettra plusieurs mois à terminer avant qu'elle soit livrée au Musée Jakovsky.
En son honneur, la ville de Chaumont baptise l'une de ses rues (quartier dédié aux peintres) la rue Danielle Petit-Contini.

## Parcours
C'est une autodidacte comme tous les naïfs. Bien que reçue à l’École des Beaux-Arts[Laquelle ?] à l'âge de 16 ans, elle s'en voit interdire les portes par son père qui juge cela peu convenable pour une jeune fille. Elle continue à dessiner et à peindre seule, à sa manière, là où sa fantaisie et ses rêves la conduisent.
En 1967, encouragée par le critique d'art André Cœuroy, elle se lance dans une première exposition dans les salons de la mairie de Chaumont,.

### Rencontre avec la Galerie Séraphine
Elle peint à l'instinct, ignorant encore que ses œuvres sont assimilables à l'art naïf,.
En mars 1969 une amie parisienne guide la provinciale devant la Galerie Séraphine, galerie d'arts de tradition populaire à Paris. Elle se sent attirée par les œuvres de l'artiste présenté et, se sentant en terrain familier, s'enhardit à ouvrir ses cartons à dessin à la directrice de la galerie qui lui offre l'occasion de participer, dès juin, à une exposition sur le thème du mariage dont le catalogue est préfacé par Louise de Vilmorin,. Le bouquet de la mariée est la première œuvre de Danielle Petit exposé à Paris, à la Galerie Séraphine.
Danielle Petit signe un contrat d'exclusivité avec la Galerie Séraphine: elle y exposera en compagnie d'autres peintres naïfs et fera l'objet d'une exposition dédiée en mai 1970, et une autre en 1974.
La Galerie Séraphine, au 22 rue de l'Odéon (galerie aujourd'hui disparue) est dirigée par Marie Cuttoli, créatrice et mécène de la tapisserie moderne en France qui a remis au goût du jour cet art en faisant réaliser des cartons aux plus prestigieux artistes de son époque (Picasso, Rouault, Derain, Dufy, Léger, Mirò, Man Ray). Elle possède un solide carnet d'adresses dans le monde des arts en Europe et outre Atlantique ce qui va permettre à Marie Cuttoli d'inviter Danielle Petit à participer à de nombreuses expositions en France comme à l'international.
À partir de 1970 lui seront consacrés des articles dans des revues d'art: Jardin des arts,, L'Œil,, Plaisir de France, L’officiel de la Mode de Paris Art Look, et des revues comme Racing, La Lorraine populaire, Le Californien de San Francisco et Cosmopolitan.

## Œuvre
Un support unique : du papier cartonné pour des formats modestes (30 x 40), suffisamment petits pour être exécutés sur un pupitre sur sa table de cuisine. De la gouache avec une technique personnelle: elle mélange la gouache pure à de l'albumine, ce qui donne une matière épaisse et brillante à la fois. Elle aime les rouges éclatants, les bleus profonds et les jaune d'or puissants: pour les obtenir elle procède par superposition de couleurs de la même gamme jusqu'à ce que ces couleurs « jaillissent de leur environnement, même pour le plus petit des détails ».
La minutie qui caractérise sa peinture exige l'usage d'une loupe, elle travaille jusqu'à 15 heures par jour et parfois plusieurs mois sur chacune de ses œuvres, pour produire naturellement assez peu. 178 œuvres ont été répertoriées à ce jour.
Pas d'esquisse, ni de dessin préalable: elle commence par remplir l'arrière plan avec un paysage qu'elle commence par le haut pour le finir en bas. Elle construit son décor autour du thème choisi.
Elle aime décrire avec minutie et poésie, dans une ambiance très colorée à la manière des enluminures du Moyen Âge, des scènes de la vie à la campagne et les fêtes populaires. Les ciels sont majoritairement lumineux, les prairies fourmillent d'espèces arbustives, de fleurs, et d'animaux terrestres ou volants. Elle interprète librement ses sujets et peut mêler poésie et imaginaire à des éléments architecturaux, des personnages et des faits historiques bien réels.

## Thèmes
«Je peins ce que j’aime, ce qui me rend heureuse. Des paysages et la vie des gens heureux, des petites maisons gaies qui ont une âme, les saisons. Les maisons ouvertes, qui ressemblent aux maisons de poupée de mon enfance, avec des gens dans leur contexte intérieur et la nature autour. Des sujets plus mystiques, inspiré de la Bible et de l'Orient, le jour, la nuit, la féerie, une légende, une histoire… Je préfère peindre des pays où il fait bon vivre, des pays de bonheur, de bonté. Pas le monde tel qu’il est, mais comme j’aimerais qu’il soit. Est-ce là ce que recherchent, comprennent et aiment les amateurs de peinture naïve? La joie simple de nos paradis terrestres.» Danielle Petit.
Les maisons ouvertes, comme Le Noël des poupées ou encore Les Arts martiaux qui lui permettent de proposer plusieurs scènes principales dans le même tableau,.
Les fêtes populaires, comme Le grand pardon des filles de joie de Sainte-Marie-Madeleine du Bassigny, Carnaval à Venise, ou religieuses comme La première communion.
La vie à la campagne, comme L'heure des vêpres, Les Nailles (fête de la moisson au Musée Van Gogh), des paysages empreints de «nostalgie bucolique» comme J'irai au paradis avec mes chiens,, des arbres et des bouquets comme Le bouquet de la mariée et des jardins merveilleux Le jardin des bonheurs, La Chapelle aux Tournesols.
Le rêve, comme Belle nuit, douce nuit, des scènes mystiques ou mythiques, comme Les jardins de Babylone, Les jardins de Mélusine, L'Atlantide Le pèlerinage des maris trompés à Saint-Gengoulf.
Des descriptions de lieux ou des scènes historiques : Langres (Si Langres m'était conté), la Mecque, Colombey-les-Deux Églises.   

### Expositions
- 1967 : Danielle Petit-Contini et ses miniatures. Mairie de Chaumont[1],[6].
- 1970 : 1er prix du Conseil Général de la Haute-Marne[6].
- 1970 : Galerie Séraphine. Paris, exposition personnelle catalogue préfacé par Raymond Cogniat[26],[27].
- 1970 : Exposition d'Art Figuratif International. Tokyo (Japon)[2],[28].
- 1972 : Exposition de prestige à la Galerie R.G. à la Suite du 1er prix de la peinture à l'eau à Paris en 1971[6] pour ses œuvres L'arbre de joie et Le Toine est mort[29],[2].
- 1972 : Galerie Isy Brachot. Bruxelles[2],[28]
- 1974 : Galerie Séraphine. Exposition personnelle, catalogue préfacé par Colette Decluzeau.
- 1975 : Galerie Séraphine: exposition Floralies. Le jardin des bonheurs, La Chapelle aux Tournesols, Les jardins de Babylone, Les jardins de Mélusine, L'Atlantide[24] y seront exposés.
- 1974 : Le forum des Arts. Paris avec André Parineau[2].
- 1975 : Salon mondial de la peinture naïve. Levallois-Perret sous la présidence de Max Pol Fauchet[2].
- 1975 : Féérie de l'art naïf. Le Vésinet avec Max Pol Fauchet.
- 1976 : Panorama de la peinture naïve en France. Tours[2].
- 1977 : Naïfs Français. Amsterdam[2],[28].
- 1978 : Salon de l'aquarelle et de la peinture à l'eau. Paris, Grand Palais[2].
- 1978 : Exposition Internationale à la galerie Pro Arte. Morges (Suisse) sous la présidence d'Anatole Jakovsky[2], sélectionnée pour se confronter à plus de 70 représentants de cet art, parmi les plus reconnus de son époque[1].
- 1980 : Les Naïfs rue de Nesle. Paris, sous la présidence du Prince Thibaut d'Orléans[2].
- 1981 : Les Naïfs et la fête. Exposition organisée par la ville de Paris sous la présidence de Jacques Chirac, maire de Paris[2].
- 1982 : L'Art naïf international contemporain. Paris, sous la présidence de Michel Droit de l'Académie Française[2].
- 1982 : Primitifs du XXe siècle. Annecy, Atelier Roudnoff, sous la présidence de Marie-Kristine Hugonot.
- 1982 : VIIIe Biennale Internationale. Mérignac.
- 1982 : Académie du Vernet. Vichy, avec la participation du Musée d'art naïf d'Île-de-France.
- 1983 : Exposition internationale d'Art naïf. Baden-Baden (Allemagne)[2].
- 1985 : L'Art naïf international. Brive, catalogue préfacé par Max Fourny, 110 exposants de tous pays[30].
- 1993 : Rétrospective Danielle Petit. Chaumont, Office de la culture[2].
- 1989 : Exposition Internationale. Nice, musée Anatole Jakovsky à Nice sous la présidence de Mme Jakovsky[2].
- 1993 : Les miniatures de Danielle Petit : 60 œuvres originales. Chaumont[31].

## Unicef
Elle est sélectionnée deux fois pour illustrer la carte de vœux de l'Unicef, chaque tirage d'environ 5 millions d'exemplaires. En 1971 : French village on snow, 1972 et en 1980 : Children's Christmas (1979) (titre original : Noël des enfants éblouis).

## Musées
Certaines de ses œuvres ont été sélectionnées ou offertes par des mécènes pour rejoindre diverses collections de musées.
- Metropolitan Museum of Art. New-York[32].
- Musée international d'art naïf Anatole-Jakovsky. Nice[6]: L'arbre de Jessé (1982) et Le cirque de Moscou.

- Musée d'art naïf d'Île-de-France[6]. Vicq (Yvelines), collection Max Fourny : Belle Nuit, douce nuit.
- Musée des arts et traditions populaires. Paris[6].
- Musée d'art naïf Max Fourny. Paris, Halle Saint-Pierre: L'arbre des amours (1987)(autre titre : La cueillette des maris).
- Musée Daubigny. Auvers-sur-Oise (Musée Van Gogh): Les Nailles (1987).
- Musée d'art et d'histoire de Chaumont (Haute-Marne)[6]: Le grand pardon des filles de joie à Ste Marie Madeleine des Bassigny (1984).